# Râul Puturosu, Jijia
Râul Puturosu este un curs de apă, afluent al râului Jijia. 